# 하비브 코이테
하비브 코이테(프랑스어: Habib Koité, 1958년 1월 27일 ~ )은 세네갈에서 태어났지만 말리에서 활동하는 블루스 기타리스트이자 싱어송라이터이다. 서아프리카의 슈퍼그룹 바마다의 멤버다. 그리고 그의 가사에는 주로 영어, 프랑스어, 밤바라어 등을 이용하고 있다.

## 음반 목록
- 1995년 Muso Ko
- 1998년 Ma Ya
- 2001년 Baro
- 2004년 Live!
- 2007년 Afriki
- 2011년 Acoustic Africa in concert
- 2012년 Brothers in Bamako

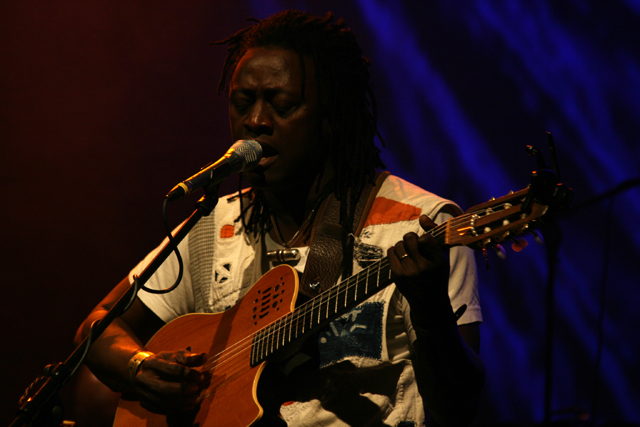
하비브 코이테 (2008년)

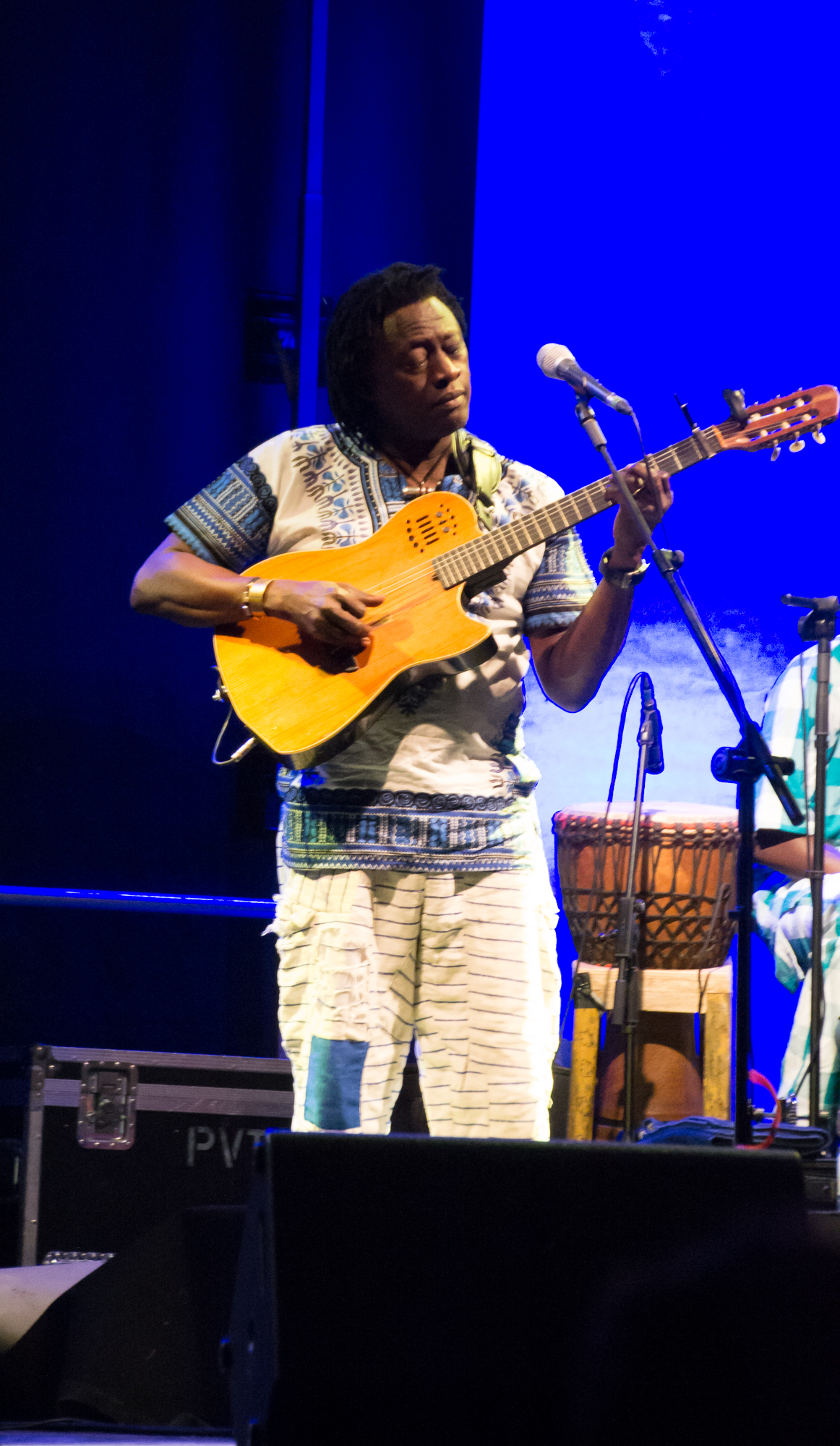
독일 데트몰트에 공연하고 있는 하비브 코이테 (2014년)

- 2014년 Soô